# Équipe d'Allemagne de l'Est de football en 1963
Il s'agit des matchs de la sélection est-allemande au cours de l'année 1963.

## Matchs et résultats
| Tour préliminaire (retour) Euro 1964     | Tchécoslovaquie | 1 – 1   | Allemagne de l'Est | Stade Sparta, Prague                                 |                                                      |
| 31 mars 1963 · Historique des rencontres | Masek 66e       | (0 - 0) | 85e P. Ducke       | Spectateurs : 40 000 Arbitrage : M. Balla ( Hongrie) | Spectateurs : 40 000 Arbitrage : M. Balla ( Hongrie) |

| Match amical                            | Roumanie                                 | 3 – 2   | Allemagne de l'Est         | Stade du 23 août, Bucarest                                 |                                                            |
| 12 mai 1963 · Historique des rencontres | Pavlovici 49e · Hajdu 84e · Pircalab 90e | (0 - 2) | 13e P. Ducke · 23e Nöldner | Spectateurs : 40 000 Arbitrage : M. Tesanic ( Yougoslavie) | Spectateurs : 40 000 Arbitrage : M. Tesanic ( Yougoslavie) |

| Match amical                            | Allemagne de l'Est | 1 – 2   | Angleterre                 | Stade central, Leipzig                                     |                                                            |
| 2 juin 1963 · Historique des rencontres | P. Ducke 24e       | (1 - 1) | 12e Hunt · 67e R. Charlton | Spectateurs : 90 000 Arbitrage : M. Zecevic ( Yougoslavie) | Spectateurs : 90 000 Arbitrage : M. Zecevic ( Yougoslavie) |

| Match amical                                 | Allemagne de l'Est | 1 – 1   | Bulgarie         | Stade Ernst-Grube, Magdebourg                            |                                                          |
| 4 septembre 1963 · Historique des rencontres | Nachtigall 44e     | (1 - 1) | 29e Dermendzhiev | Spectateurs : 45 000 Arbitrage : M. Sørensen ( Danemark) | Spectateurs : 45 000 Arbitrage : M. Sørensen ( Danemark) |

| Huitièmes de finale (aller) Euro 1964       | Allemagne de l'Est | 1 – 2   | Hongrie               | Stade Walter-Ulbricht, Berlin-Est                             |                                                               |
| 19 octobre 1963 · Historique des rencontres | Nöldner 51e        | (0 - 1) | 18e Bene · 88e Rákosi | Spectateurs : 60 000 Arbitrage : M. Belov ( Union soviétique) | Spectateurs : 60 000 Arbitrage : M. Belov ( Union soviétique) |

| Huitièmes de finale (retour) Euro 1964      | Hongrie                             | 3 – 3   | Allemagne de l'Est                  | Népstadion, Budapest                                           |                                                                |
| 3 novembre 1963 · Historique des rencontres | Bene 7e · Sandor 17e · Solymosi 51e | (2 - 2) | 12e Heine · 26e R.Ducke · 81e Erler | Spectateurs : 35 000 Arbitrage : M. Nedelkovski ( Yougoslavie) | Spectateurs : 35 000 Arbitrage : M. Nedelkovski ( Yougoslavie) |

| Match amical                                 | Birmanie     | 1 – 5   | Allemagne de l'Est                                                      | Stade Aung-San, Rangoon                                  |                                                          |
| 17 décembre 1963 · Historique des rencontres | Kyaw Zan 55e | (0 - 3) | 12e Backhaus · 20e Stöcker · 40e Kleiminger · 47e Körner · 80e Fräßdorf | Spectateurs : 40 000 Arbitrage : M. Kyaw Han ( Birmanie) | Spectateurs : 40 000 Arbitrage : M. Kyaw Han ( Birmanie) |